# Cathrine Roll-Matthiesen
Cathrine Roll-Matthiesen, ursprungligen Svendsen, född 23 september 1967 i Porsgrunn, är en norsk tidigare handbollsspelare (högernia). Från 1985 till 1996 spelade hon 234 landskamper och gjorde 921 mål för Norges landslag, vilket är tredje flest mål genom tiderna efter Kjersti Grini och Linn-Kristin Riegelhuth Koren.
Hon var med och tog silver vid både OS 1988 i Seoul och OS 1992 i Barcelona.